# Köpings IS
Köpings Idrottssällskap ist ein schwedischer Sportverein. Der in Köping in der schwedischen Provinz Västmanlands län beheimatete Klub ist vor allem für seine Bandymannschaft bekannt, die mehrere Spielzeiten in der höchsten Spielklasse Schwedens antrat. Die Fußballmannschaft spielte zudem eine Spielzeit zweitklassig, ist aber mittlerweile als Köping FF ausgegliedert.

## Geschichte
Köpings IS entstand 1910 aus der IFK Köping. Die Fußballmannschaft trat anfangs im mittelschwedischen Wettbewerb Mellansvenska Serien an, die sie 1914 als Meister, aber bereits drei Jahre später als Absteiger beendete. 1925 gehörte sie zu den Gründungsmitgliedern der seinerzeit inoffiziellen zweiten Liga, konnte aber hier die Klasse nicht halten. 1929 gelang für eine Spielzeit die Rückkehr in die zweithöchste Spielklasse, nur kurze Zeit später erfolgte der Absturz in die Viertklassigkeit.
Nahezu gegenläufig entwickelte sich die Bandymannschaft, die 1934 erstmals in der ersten Liga antrat. Zwar verpasste die Mannschaft den Klassenerhalt, etablierte sich aber auf dem zweiten Spielniveau und stieg am Ende der Spielzeit 1937 wieder auf. Bis 1942 reüssierte der Verein in der Division 1. In den 1950er und 1960er Jahren schaffte die Mannschaft vereinzelt die erneute Rückkehr, konnte aber jeweils nicht die Klasse halten und stieg direkt wieder ab. Erst nach dem erneuten Aufstieg 1969 hielt sie sich mehrere Spielzeiten auf dem Spielniveau, 1973 erfolgte abermals der Gang in die Zweitklassigkeit. Letztmals (Stand 2014) spielte die Mannschaft 1977 in der höchsten schwedischen Liga.
In den 1960er bis 1980er Jahren spielte die Fußballmannschaft wieder zeitweise drittklassig, 1990 löste sie sich vom Hauptverein.